# پرویز فلاحی‌پور
پرویز فلاحی‌پور (زادهٔ ۵ بهمن ۱۳۳۶ در تهران) بازیگر تئاتر و تلویزیون اهل ایران است.

## فعالیت هنری
پرویز فلاحی‌پور فعالیت هنری‌اش را با بازی در تئاتر از دوران دبیرستان آغاز نمود. او قبل از انقلاب سال ۱۳۵۷ فعالیت خود را با یک گروه تئاتر به سرپرستی «قشقایی» آغاز کرد.
وی فارغ‌التحصیل رشتهٔ زبان انگلیسی است. بازی در نقش «یاور» در مجموعهٔ «شب دهم» موجب شد تا این هنرمند در بین مخاطبان به چهره‌ای شناخته‌شده مبدل گردد.
او در سال ۱۳۸۰ «جایزه بهترین بازیگر مرد» را به خاطر بازی در نمایش «لابی» از بیست و نهمین جشنواره بین‌المللی تئاتر فجر دریافت کرد.

## آثار

### مجموعه تلویزیونی
| سال     | مجموعه تلویزیونی   | کارگردان                         | توضیحات                                                  |
| ۱۳۷۶ ۷۷ | سوانح العشاق       | سعید بخشعلیان                    | شبکه ۱–۵ قسمت                                            |
| ۱۳۷۶    | فردا دیر است       | حسن فتحی                         | شبکه ۳–۲۶ قسمت                                           |
| ۱۳۷۸    | روشنتر از خاموشی   | حسن فتحی                         | شبکه ۱–۳۵ قسمت                                           |
| ۱۳۸۰    | شب دهم             | حسن فتحی                         | شبکه ۱–۱۵ قسمت - پخش در نوروز ۸۱                         |
| ۱۳۸۱    | شبکه               | محمود عزیزی                      | شبکه ۲                                                   |
| ۱۳۸۱    | نسیم رؤیا          | کاظم بلوچی                       | شبکه ۱–۳۰ قسمت - پخش در ماه رمضان                        |
| ۱۳۸۲    | کلانتر             | محسن شاه محمدی                   | شبکه ۱–۱۳ قسمت - بازی در اپیزود اعتراف                   |
| ۱۳۸۲    | هنگامه             | مجید جوانمرد                     | شبکه ۱–۲۲ قسمت                                           |
| ۱۳۸۳    | اگه بابام زنده بود | همایون اسعدیان                   | شبکه ۱–۲۶ قسمت - پخش در ماه رمضان                        |
| ۱۳۸۴    | مرده متحرک         | رضا کریمی                        | شبکه ۱–۳۰ قسمت - پخش در ماه رمضان                        |
| ۱۳۸۴    | سقوط               | سعید اکبریان                     | شبکه ۱–۸ قسمت                                            |
| ۱۳۸۵    | بچه‌های بوستان      | مسعود فرخنده                     | شبکه ۱–۱۵ قسمت - پخش در نوروز ۸۶ - از گروه کودک و نوجوان |
| ۱۳۸۶    | مرد هزار چهره      | مهران مدیری                      | شبکه ۳–۱۳ قسمت - پخش در نوروز ۸۷                         |
| ١٣٨٧    | یوسف پیامبر        | فرج الله سلحشور                  | شبکه ١-۴۵ قسمت                                           |
| ۱۳۸۷    | گل‌های گرمسیری      | محمدمهدی عسگرپور                 | شبکه ۱–۲۲ قسمت                                           |
| ۱۳۸۷    | آخرین دعوت         | حسین سهیلی زاده                  | شبکه ۲–۱۲ قسمت                                           |
| ۱۳۸۸    | دلنوازان           | حسین سهیلی زاده                  | شبکه ۳–۵۰ قسمت                                           |
| ۱۳۸۹    | یک روز قبل         | صادق کرمیار                      | شبکه ۱–۷ قسمت                                            |
| ۱۳۹۱    | همه خانواده من     | داریوش فرهنگ                     | شبکه ۳–۱۳ قسمت - پخش در نوروز ۹۲                         |
| ۱۳۹۵    | قصه‌های تبیان       | گروه کارگردانان                  | شبکه ۵ ۴۰ قسمت                                           |
| ۱۳۹۶    | روزهای بهتر        | حمیدرضا لوافی - علیرضا محمودزاده | شبکه ۱ - بازی در اپیزدهای - گذر از مه - و کهنه سرباز     |
| ۱۳۹۶    | در جستجوی آرامش    | سعید سلطانی                      | شبکه ۵–۴۴ قسمت                                           |
| ۱۳۹٨    | ترور خاموش         | احمد معظمی                       | شبکه ۱ ۳۰ قسمت                                           |
| ۱۳۹۸    | ملکاوان            | احمد معظمی                       | شبکه‌آی فیلم                                              |
| ١٣٩٩    | خانه امن           | احمد معظمی                       | شبکه یک- ۵٠ قسمت                                         |
| ١۴٠٠    | یاور               | سعید سلطانی اصغر نعیمی           | شبکه سه                                                  |
| ١۴٠٠    | فرشتگان بی بال     | امیرحسین عنایتی                  | شبکه پنج                                                 |
| ۱۴۰۱    | بی نشان            | راما قویدل                       | شبکه سه                                                  |
| ١۴٠١    | آتش سرد            | رضا ابوفاضلی                     | شبکه دو                                                  |
| ۱۴۰۱    | آزادی مشروط        | مسعود ده‌نمکی                     | شبکه یک                                                  |
| ١۴٠٣    | طوبی               | سعید سلطانی                      | شبکه یک                                                  |

| سال  | عنوان    | نقش         | کارگردان   |
| ---- | -------- | ----------- | ---------- |
| ١٣٩۴ | شهرزاد ١ | نصرت پاشایی | حسن فتحی   |
| ١٣٩۶ | شهرزاد ٢ | نصرت پاشایی | حسن فتحی   |
| ١٣٩۶ | شهرزاد ٣ | نصرت پاشایی | حسن فتحی   |
| ١۴٠٠ | سودا     |             | ایمان یزدی |

### فیلم تلویزیونی
| سال  | عنوان                                      | سمت    | کارگردان        | توضیحات |
| ---- | ------------------------------------------ | ------ | --------------- | ------- |
| ۱۳۸۲ | فیلم تلویزیونی «نسخهٔ خطی»                  | بازیگر | حسن فتحی        |         |
| ۱۳۸۷ | فیلم تلویزیونی «نمی‌خواهم تو را کشته ببینم» | بازیگر | مهدی جعفری      |         |
| ۱۳۸۸ | فیلم تلویزیونی «روز شصتم»                  | بازیگر | علیرضا سبزواری  |         |
| ۱۳۸۹ | فیلم تلویزیونی «ساعت صید»                  | بازیگر | اسماعیل فلاح‌پور |         |
| ۱۳۹۳ | فیلم تلویزیونی «غریبه‌ها»                   | بازیگر | سیدمحسن یوسفی   |         |
| ۱۳۹۴ | سریال تلویزیونی «با آخرین نفسهایم»         | بازیگر | سامان سالور     |         |
| ۱۳۹۵ | فیلم تلویزیونی «دلشوره»                    | بازیگر | داریوش مختاری   |         |
|      |                                            |        |                 |         |

### تئاتر
- «روشنایی تیره» به کارگردانی «داوود دانشور» ۱۳۶۹[۲][۲۲]
- «شاه لیر» به کارگردانی «تاجبخش فناییان» ۱۳۷۰[۲۳][۲۴]
- «مرغ مینا» به کارگردانی «تاجبخش فناییان» ۱۳۸۸[۲۵]
- «لابی» نوشته «آرش عباسی» به کارگردانی «بیتا الهامیان» ۱۳۸۹[۲۶][۲۷]
- «راز مهر راز سپهر» به کارگردانی «شکرخدا گودرزی» ۱۳۹۵[۲۸]
- کارگردانی نمایشنامه خوانی «اتاق ورونیکا» ۱۳۹۷[۲۹][۳۰]
- بازی در نمایش باغ خونی به کارگردانی امیر بشیری | ۱۳۹۷